# گل نوکدو
گل نوکدو (کره‌ای: 녹두꽃; لاتین‌نویسی اصلاح‌شده: Nokdukkot) یک مجموعهٔ تلویزیونی کره جنوبی سال ۲۰۱۹ با بازی جو جونگ-سوک، یون شی-یون و هان یه-ری است. این مجموعه از ۲۶ آوریل تا ۱۳ ژوئیه ۲۰۱۹ از اس‌بی‌اس پخش شد.

## بازیگران

### اصلی
- جو جونگ-سوک در نقش بک یی کانگ[۵][۶]
- یون شی-یون در نقش بک یی هیون[۵][۶]
- هان یه-ری در نقش سونگ جا این[۲][۵]

## تولید
عنوان کاری اولیهٔ این مجموعه، اوگوم‌تی (کره‌ای: 우금티) بود.